# Sýpka v Kounicích
Barokní sýpka je mimořádně hodnotný historický zemědělský objekt, který náleží ke dvoru Týnice, ležícímu u Kounice v okrese Nymburk. Stojí na vyvýšenině nad soustavou dvou rybníků. Vystavěna byla roku 1723 a od 10. února 1987 je kulturní památkou.

## Historie a popis
Výstavba třípodlažní barokní sýpky z lomového kamene je datována do roku 1723. Objekt má obdélný půdorys a valbovou střechu s profilovanou podstřešní římsou, krytou vlnitými eternitovými deskami. Jeho delší strana má devět okenních os a na kratší straně jsou dvě osy. Okna s ostěním jsou opatřena mřížemi a pilířky ve středu rozdělena napůl. Fasáda sýpky je profilována pásovými římsami a pilastry s dekorativně jednoduše vyvedenými hlavicemi. Nad vchodem s výrazným kamenným ostěním je umístěna kartuš s erbem pánů z Kounic. Do severního a východního průčelí jsou včleněny průjezdy. Celá stavba je zpevněna železnými kleštinami. V interiéru se dochovaly dřevěné stropy s podpěrnými sloupy.
V roce 1986 byl stav památky vyhodnocen jako neutěšený. Venkovní omítka byla z velké části opadaná, ostění oken rozlámaná a část římsy na východní straně zborcená. Památka stále čeká na celkovou rekonstrukci.

## Galerie

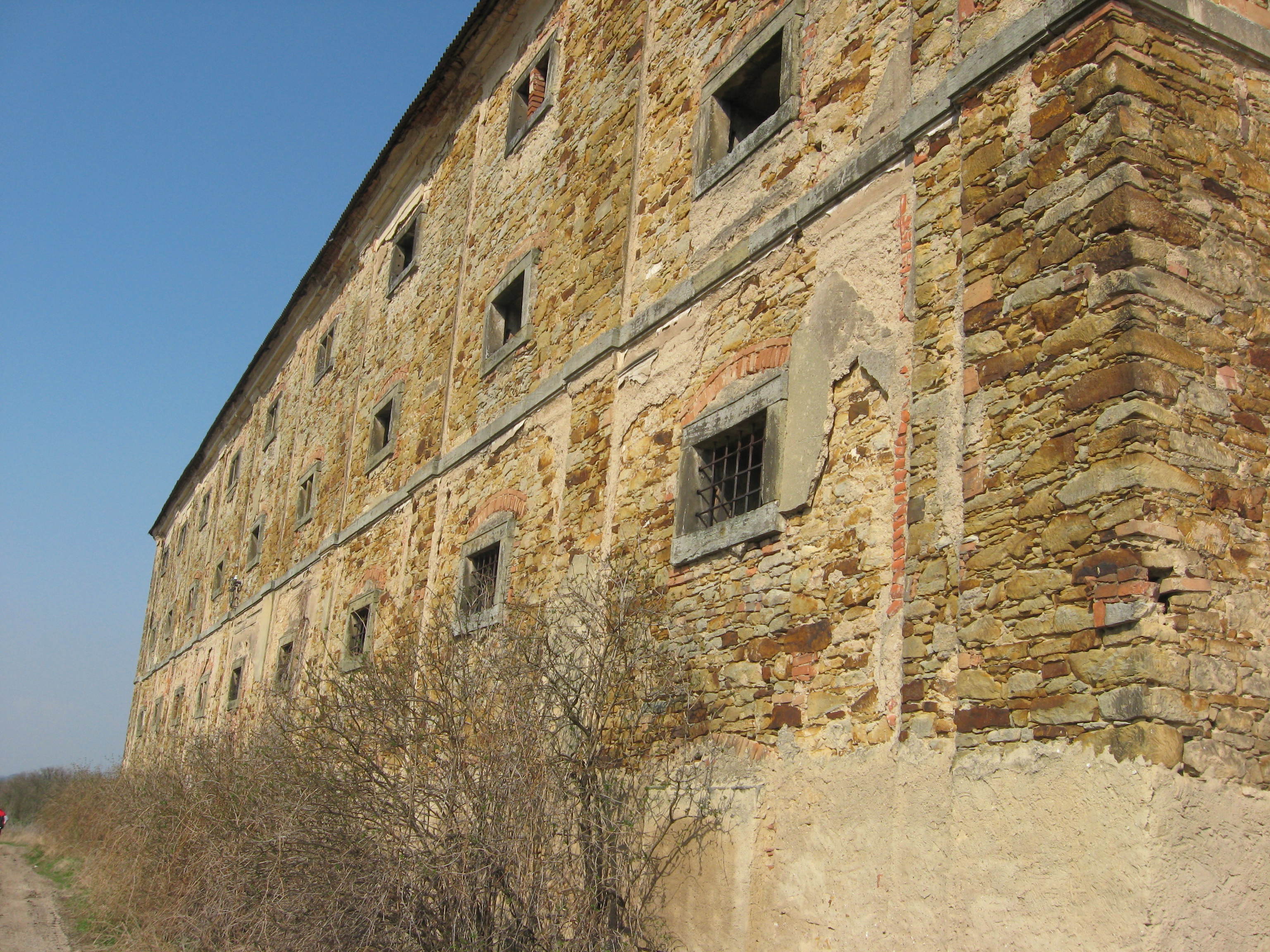
Detail fasády
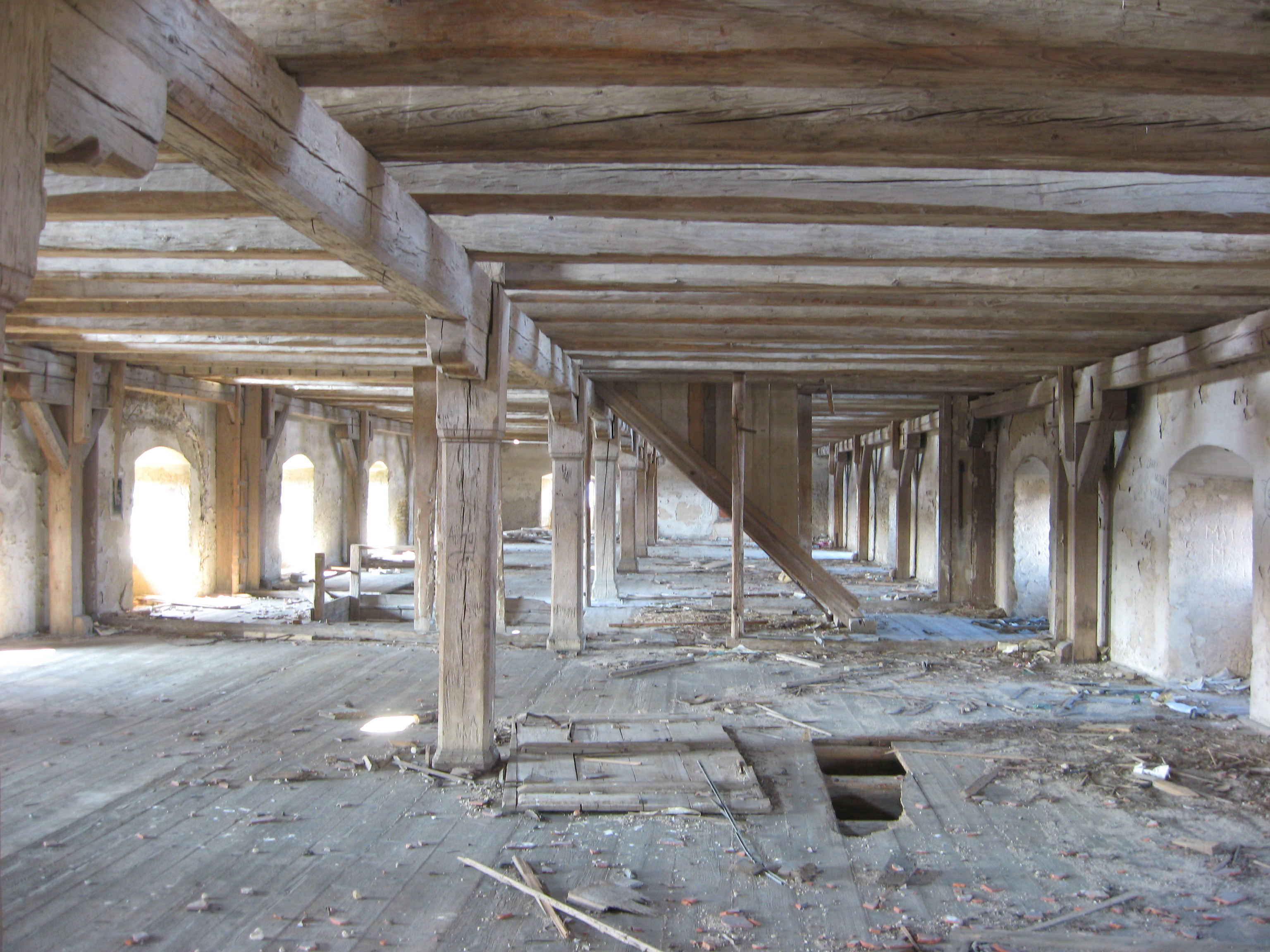
Interiér